# Kreischberg
Der Kreischberg ist ein Wintersportgebiet in der Steiermark in Österreich.
Dieses erstreckt sich auch auf die benachbarte Rosenkranzhöhe und bietet insgesamt 42 Pistenkilometer und seit Dezember 2013 die erste 10er Gondelbahn der Steiermark. In den letzten Jahren wurde das Skigebiet mehrmals für dessen Pistenqualität ausgezeichnet.

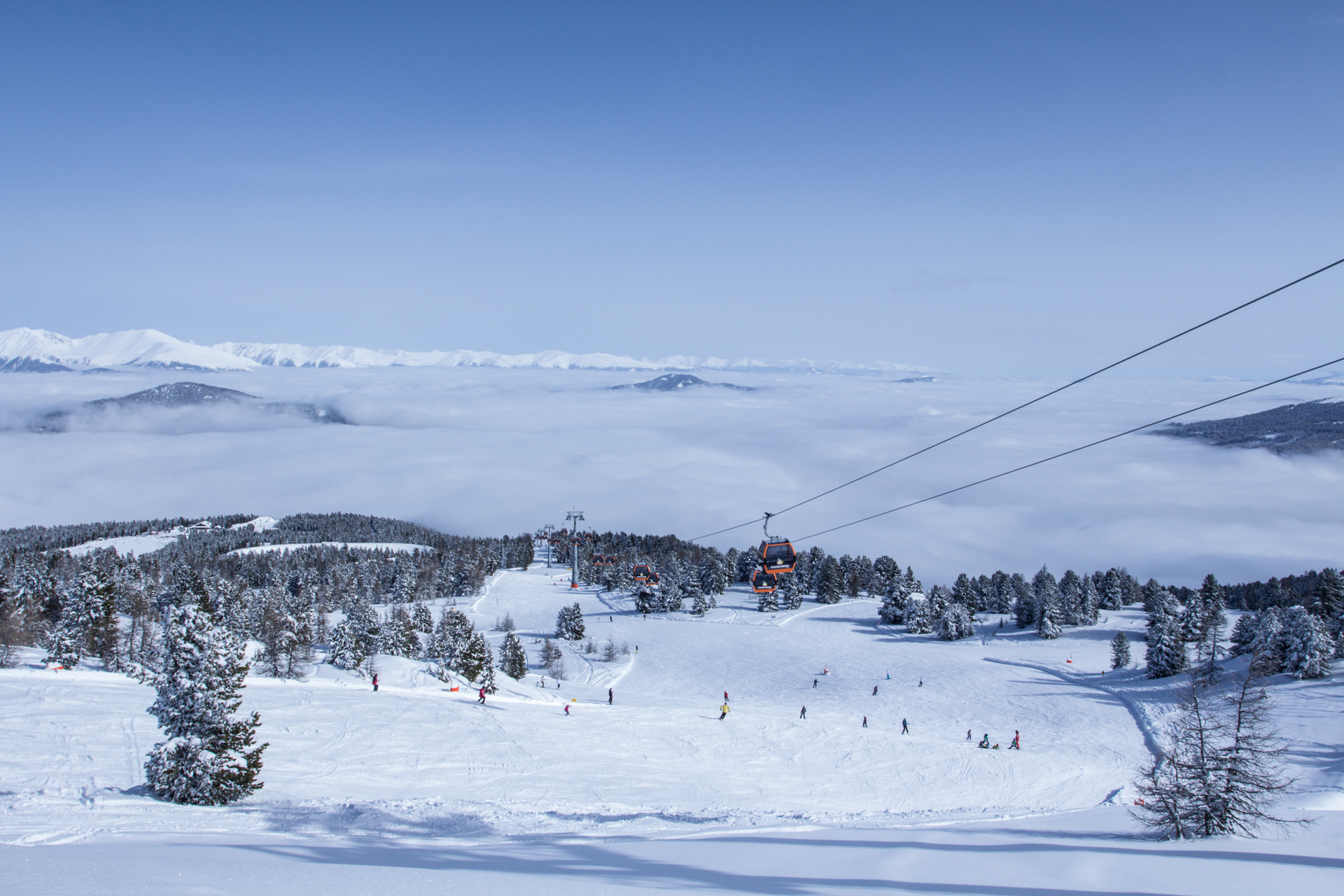
Ausblick von der 10er Gondel auf die Niederen Tauern

Das Skigebiet Kreischberg hat im Vergleich zu anderen Skigebieten einen überdurchschnittlichen Anteil an Snowboardern zu verzeichnen, was auf die sehr breiten und verhältnismäßig flachen Pisten zurückzuführen ist, die besonders für Snowboarder attraktiv sind. Entsprechend konnte sich das Skigebiet auch als Austragungsort für nationale und internationale Snowboard-Wettbewerbe profilieren.
Neben der FIS-Snowboard-WM im Jahr 2003, der FIS-Telemark-WM im Jahr 2009 und weiteren internationalen Bewerben, wurde vom 15. bis 25. Jänner 2015 die FIS Freestyle Ski & Snowboard-WM am Kreischberg und im Skigebiet Lachtal ausgetragen.
Geschäftsführer sind seit August 2014 Karl Fussi und Reinhard Kargl.
Der Kreischberg war von 2012 bis 2020 am Lachtal mit 88,5 % beteiligt. Seit der Beteiligung gibt es eine enge Kooperation zwischen den Skigebieten, unter anderem gibt es ein gemeinsames Ticketangebot. Seit 2019 ist die Kreischberg Gesellschaft, das ist die Murtal Seilbahnen Betriebs GmbH in Folge eines squeeze out nach dem Gesellschafterausschlussgesetz Alleingesellschafterin am Lachtal.
Das Skigebiet ist benannt nach der Verflachung am Nordrücken der Rosenkranzhöhe (2118 m) und liegt im nordöstlichen Teil der Gurktaler Alpen im Gratzug der Prankerhöhe (2166 m) auf 1981 m ü. A. Der Berg ist vor allem von Norden her (Sankt Georgen ob Murau, Stadl an der Mur) durch zahlreiche Forststraßen und Wanderwege erschlossen.

## Internationale Bewerbe
Das Skigebiet Kreischberg liegt bei Murau und hat vom 15. bis zum 25. Jänner 2015 die FIS-Freestyle-Ski- & Snowboard-WM ausgetragen. Der Kreischberg trägt regelmäßig Bewerbe des Snowboard-Weltcups aus. Dabei wurde im Jahr 2003 die FIS-Snowboard-WM ausgetragen und diente in der Saison 2004/05 als erstes Skigebiet Österreichs als Austragungsort des FIS-Skicross-Weltcups. Im Jänner 2009 wurde am Kreischberg die FIS-Telemark-WM ausgetragen.

## Liftbetrieb und weitere Ausstattung
Der Kreischberg besitzt folgende Liftanlagen:
- drei 10er Gondelbahnen „Kreischberg 10er I & II“ und „Riegleralm“
- Sechser-Sesselbahn „Sixpack“
- Vierer-Sesselbahn „Schopfart“
- Doppel-Sesselbahn „Rosenkranz“
- vier Schlepplifte „Kreischi“, „Sunshine I & II“ und „Rosenkranz“
- zwei Übungslifte
- TubingliftSnowpark Kreischberg, Beginner Line

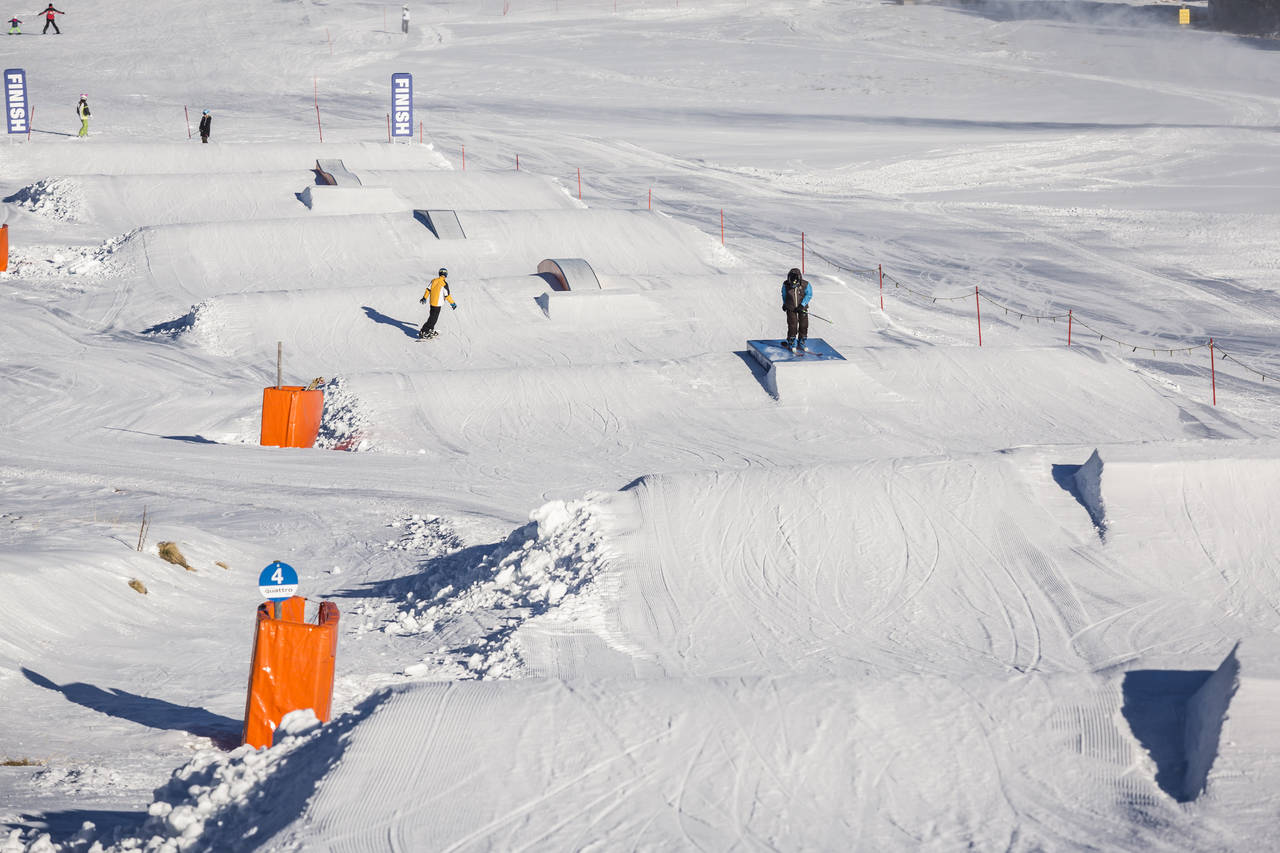
Snowpark Kreischberg, Beginner Line

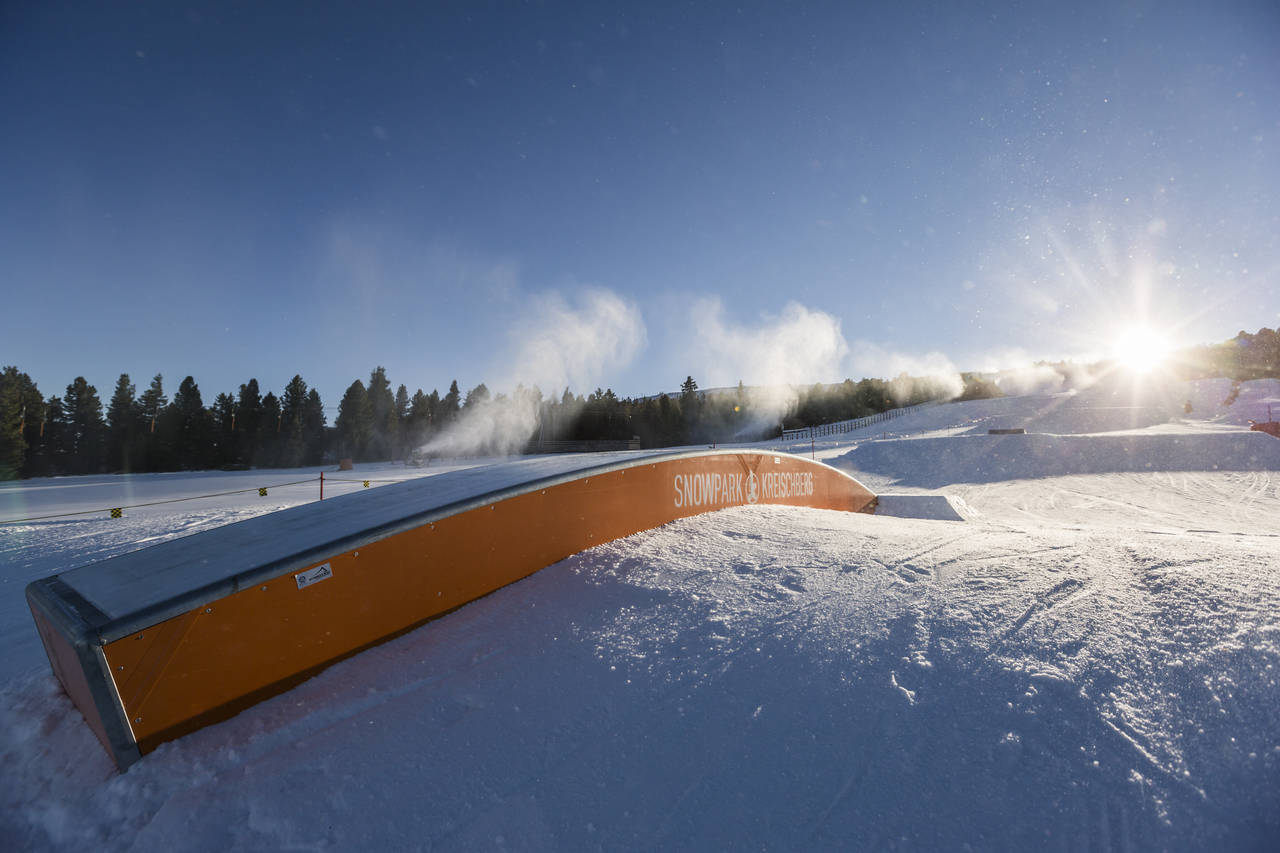
Snowpark Kreischberg, Beginner Line, Rainbow Butterbox

Im Dezember 2015 wurde am Kreischberg auf 1900 m ü. A. ein großer Freestyle-Park für Snowboarder und Freeskier namens „Snowpark Kreischberg“ von den Betreibern von QParks errichtet.
In diesem finden sich eine Beginner Line mit drei Kicker Jumps, eine Wave Run Jump, vier Butter Boxes (Dance Floor, Rainbow, Wave, Flat/Down), sowie eine Beginner Banked Pipe (eine kleine Halfpipe aus den Anfängen der Freestyle-Szene).
Des Weiteren finden sich in der Medium Line verschiedenste Kicker, Tubes, Jibs, Rails und Funboxen (insgesamt elf verschiedene Hindernisse).
Die 6er-Sesselbahn stammt aus der Saison 2008/09. Im Sommer 2012 wurde das Gebiet „Riegleralm“ mit Pisten neu erschlossen. Im Sommer 2016 wurden am Rosenkranz zwei neue Pisten dazugebaut (10a und 7a). Mit dieser Erweiterung verfügt der Kreischberg nunmehr über 42 Kilometer Pisten.
Im Sommer 2017 wurde beim Kreischi-Lift eine zusätzliche breite, flache Übungspiste gebaut und der Verlauf des Dino-Waldes in den Zirbenwald verlegt.
Im Jahr 2021 wurde die 1992 errichtete 6er Gondelbahn durch eine hochmoderne und leistungsfähige 10er Gondelbahn ersetzt. Mit der neuen „Kreischberg 10er Gondelbahn“ wird die Beförderungskapazität von der Talstation ins Skigebiet von derzeit ca. 1.800 Personen/Stunde auf ca. 4.000 Personen/Stunde mehr als verdoppelt. Die Kosten der gesamten Investition (Stationsgebäude und Seilbahn) belaufen sich auf ca. 40 Millionen Euro.